# Ninja Kid
Ninja Kid (ゲゲゲの鬼太郎 妖怪大魔境?, Gegege no Kitarō: Yōkaidaimakyō) è un videogioco a piattaforme sviluppato da TOSE e pubblicato nel 1986 da Bandai per Nintendo Entertainment System. Il gioco è basato sul manga Kitaro dei cimiteri di Shigeru Mizuki e ha ricevuto un sequel nel 1987 distribuito esclusivamente in Giappone.
Nella localizzazione per il mercato statunitense è stato rimosso qualunque riferimento all'opera originale.

## Modalità di gioco
In Ninja Kid si controlla un giovane ninja attraverso quattro diverse ambientazioni, ognuna con uno specifico obiettivo da raggiungere.
La versione originale del gioco ha un gameplay simile, sebbene il protagonista sia differente e sono presenti nemici diversi, nonostante gran parte degli yōkai sia stata mantenuta (con l'aggiunta del mostro di Frankenstein).